# エイクタック島
エイクタック島（エイクタックとう、アレウト語:Ugangax )とは、アリューシャン列島フォックス諸島を構成する一つの島で無人島である。

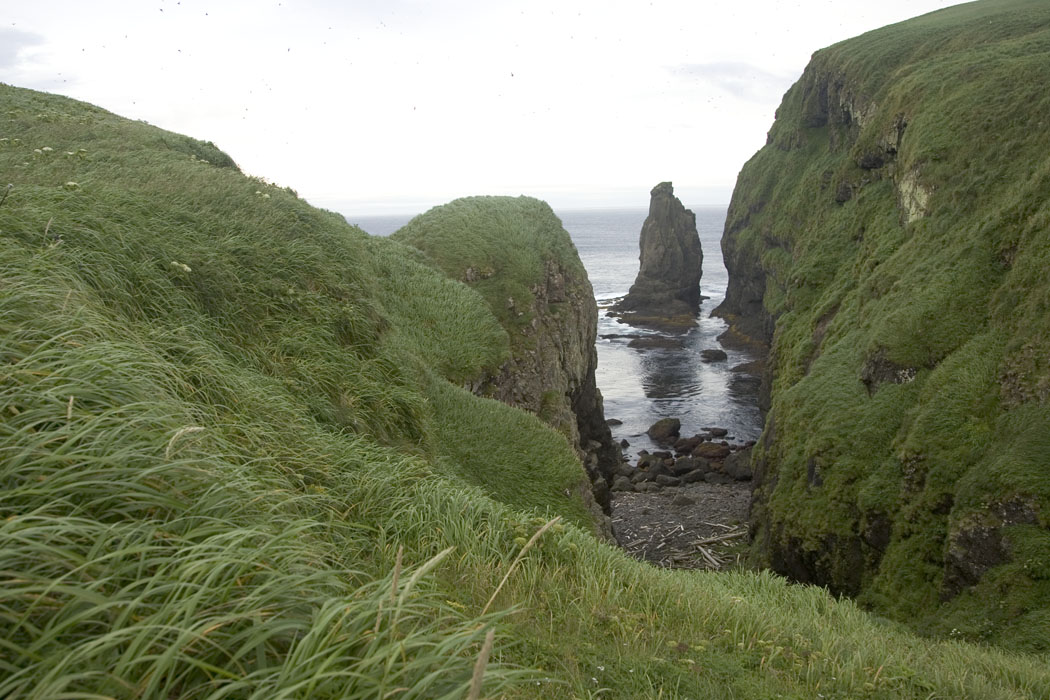
島の海岸

## 地理
アクタン島から東に約61kmに位置している。海鳥の繁殖地域で北海岸には、アザラシが棲息している。

## 由来
1852年にアリュート「aikhag」に由来し意味は「旅行や航海に行く。」から名付けられたと考えられている。